# Rabisha Rocks
Die Rabisha Rocks (englisch; bulgarisch скали Рабиша skali Rabischa) sind eine Gruppe von Klippen  vor der Nordküste von Greenwich Island im Archipel der Südlichen Shetlandinseln. Sie liegen 1,5 km nordöstlich der Voluyak Rocks, 1,3 km nördlich von Kabile Island und 1,8 km westlich von Ongley Island.
Bulgarische Wissenschaftler kartierten sie 2009. Die bulgarische Kommission für Antarktische Geographische Namen benannte sie nach der Ortschaft Rabischa und einem gleichnamigen See im Nordwesten Bulgariens.